# Anaticola mergiserrati
Anaticola mergiserrati är en insektsart som först beskrevs av De Geer 1778.  Anaticola mergiserrati ingår i släktet Anaticola, och familjen fjäderlöss. Arten är reproducerande i Sverige.